# Nether Poppleton
Nether Poppleton – wieś w Anglii, w hrabstwie ceremonialnym North Yorkshire, w dystrykcie (unitary authority) York. Leży 6 km na północny zachód od miasta York i 284 km na północ od Londynu. Miejscowość liczy 2077 mieszkańców.